# Szymon Harnam
Szymon Harnam, właściwie Charnam Szaja, ps. Szajek (ur. 22 listopada 1908, zm. 25 października 1929 w Łodzi) – czołowy działacz Komunistycznego Związku Młodzieży Polskiej.

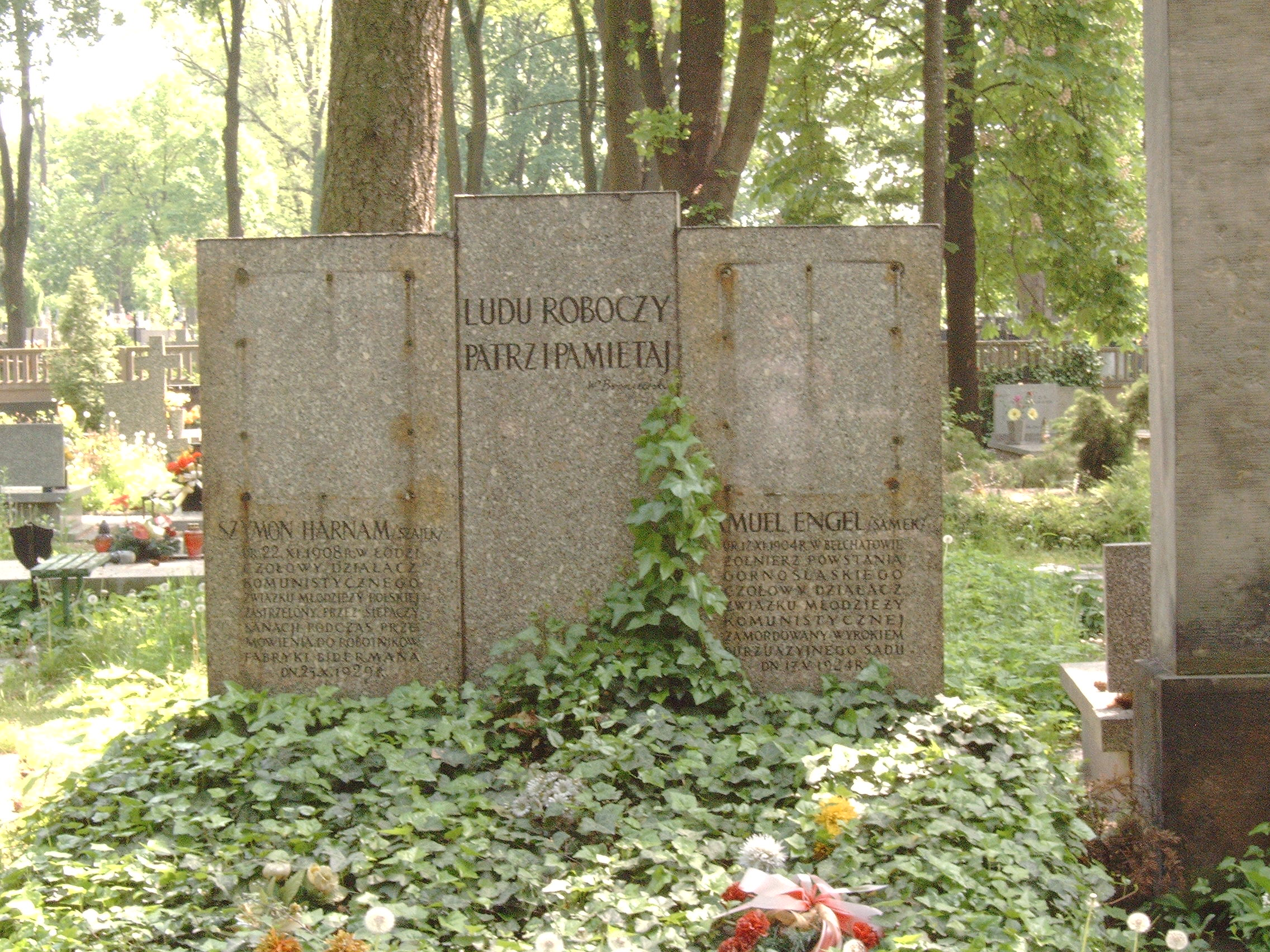
Grób Szymona Harnama i Samuela Engela na cmentarzu komunalnym na Dołach w Łodzi

Kolportował prasę komunistyczną, malował hasła na murach oraz wykonywał inne prace techniczne i propagandowe. Zastrzelony przez policjanta podczas przemawiania na wiecu do robotników fabryki włókienniczej Biedermanna, którą po II wojnie światowej nazwano jego imieniem. Został pochowany na cmentarzu Doły w Łodzi (kwatera VII, rząd 5, grób 25).
Poetka i rewolucjonistka łódzka Włada Bytomska podczas pobytu w więzieniu ułożyła wiersz ku czci Harnama.
Pięść się zaciska, gromadzi się gniew.
Znów się polała robotnicza krew.
Towarzysz Harnam na straży zmarł nam.
Od faszystowskiej kuli padł
nieustraszony
żołnierz czerwony.
Przez wiele lat jego nazwisko mylnie pisano przez „H” i nadal utrzymuje się ta tradycja, mimo że poprawnie powinno być Szyja (Szaja) Charnam.

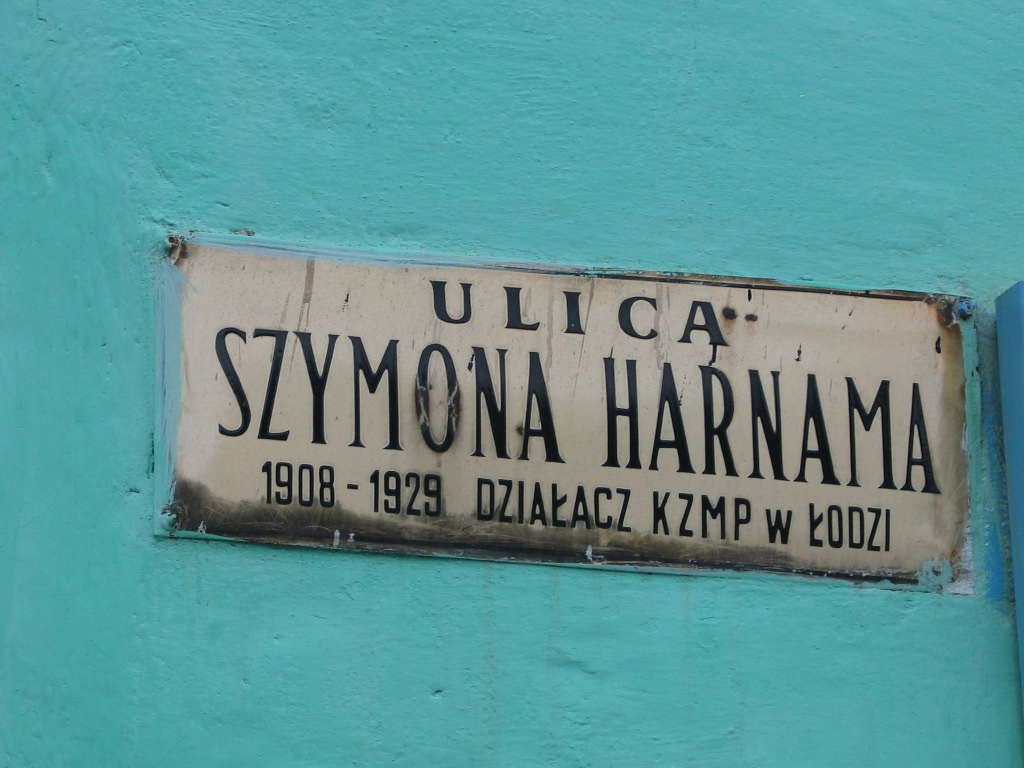
Ulica na Starym Mieście w Łodzi

## Upamiętnienie
Harnam był patronem jednej z ulic na Starym Mieście w Łodzi. Był ponadto po 1945 r. patronem dawnej fabryki Alfreda Biedermanna, w której zginął.
Jego nazwisko nosi do dziś Zespół Tańca Ludowego „Harnam” im. Jadwigi Hryniewieckiej (Reprezentacyjny Zespół Województwa Łódzkiego).